# Areocosma orsobela
Areocosma orsobela är en fjärilsart som beskrevs av Edward Meyrick 1917. Areocosma orsobela ingår i släktet Areocosma och familjen praktmalar, Oecophoridae. Inga underarter finns listade i Catalogue of Life.